# Thorvaldsen (skib, 1867)
 For alternative betydninger, se Thorvaldsen. (Se også artikler, som begynder med Thorvaldsen)
Den tremastede bark Thorvaldsen var et dansk handelsskib, bygget i Sverige i 1867. Fra 1871 til 1928 tilhørte skibet Den kongelige Grønlandske Handel. Derefter blev det solgt til et rederi i Finland og under den finske vinterkrig blev det beslaglagt af Sovjetunionen.

## Konstruktion
Thorvaldsen var bygget af træ, og var et traditionelt sejlskib. Det blev konstrueret på H. Olsens værft i landsbyen Kolboda, der i 1971 blev en del af Kalmar kommune. Besætningen talte typisk 15 mand: Kaptajnen, to styrmænd, bådsmanden, tømmermanden, kokken, to jungmænd, en dæksdreng og seks matroser. Skibet blev leveret i 1867 til et partrederi i København og blev senere solgt til grosserer H.S. Hansen. Der kan ses lidt varierende angivelser af dets dimensioner og lasteevne, for det blev ommålt nogle gange. I 1871 rådede rederiet H.S. Hansen over seks sejlskibe, og Thorvaldsen blev dette år for første gang sendt til Grønland for den kongelige Grønlandske Handel. KGH må have været tilfredse med Thorvaldsen, for i december samme år købte KGH skibet af Hansen.

## Tjeneste i KGH
Barken foretog adskillige rejser til Grønland, typisk med varer til Handelens butikker den ene vej, og med grønlandske produkter, især tran, på hjemturen til Danmark. I begge retninger medtog man også flyttegods for udstationerede danskere, og skibet havde plads til fire-seks passagerer. Når skibe som Thorvaldsen ankom til bygderne, blev de liggende på reden, og varerne blev lastet om i jagter og galeaser og fragtet det sidste stykke til land. Indtil 1896 havde besætningsmedlemmerne lov til at tage saltede hellefisk med hjem for egen regning, men fra det år blev trafikken forbudt. Resterne af fiskene fik den øvrige last til at stinke, og når Handelens skibe ankom til en bygd, var det signal til, at alle mænd drog på havet for at fange hellefisk til besætningen, så der ikke var mandskab til at losse skibene. Thorvaldsen blev regnet som et af handelens kønneste skibe, og forblev i drift frem til 1920'erne. I 1928 blev skibet solgt til et finsk rederi, og under den finske vinterkrig i 1939-1940 blev det beslaglagt af Sovjetunionen. Derefter fortaber dets historie sig.
Museet for Søfart har fotografi(er) af Thorvaldsen og geologen Andreas Nicolaus Kornerup tegnede skibet i Egedesminde (Aasiaat) i august 1879. Marinemaleren Vilhelm Arnesen forevigede det - med dansk splitflag - ud for Kronborg i 1932, selv om skibet på det tidspunkt havde sejlet under finsk flag i fire år.

## Skibsførere
- 1871: A. Berg[3]
- 1873: C.T. Amondsen[5]
- 1891: P.J. Jensen[6]
- 1907: O.T. Jensen[7]
- 1909: L. Jørgensen[8]
- 1913: O. Jensen[9]
- 1916: K. Stoklund[10]
- 1917: O. Jensen[11]
- 1918: N. Sørensen[12]
- 1921: H. Hansen[13]
- 1926: N.C. Vestmar[14]
- 1927: Ingen nævnt[15]